# Antonio Savoldi-Marco Cò - Trofeo Dimmidisì 2011
Il Trofeo Dimmidisì 2011 è stato un torneo professionistico di tennis giocato su campi in terra rossa. È stata la tredicesima edizione del torneo che fa parte dell'ATP Challenger Tour 2011. Gli incontri si sono disputati a Manerbio in Italia, dal 22 al 28 agosto 2011.

## Partecipanti

### Teste di serie
| Nazionalità | Giocatore             | Ranking* | Testa di serie |
| ----------- | --------------------- | -------- | -------------- |
| Francia     | Stéphane Robert       | 108      | 1              |
| Paesi Bassi | Thiemo de Bakker      | 117      | 2              |
| Slovacchia  | Martin Kližan         | 119      | 3              |
| Germania    | Dustin Brown          | 124      | 4              |
| Rep. Ceca   | Jaroslav Pospíšil     | 127      | 5              |
| Francia     | Florent Serra         | 132      | 6              |
| Italia      | Simone Bolelli        | 136      | 7              |
| Spagna      | Rubén Ramírez Hidalgo | 137      | 8              |

* Ranking al 15 agosto 2011.

### Altri partecipanti
Giocatori che hanno ricevuto una wild card:
- Federico Delbonis
- Evgenij Korolëv
- Thomas Muster
- Matteo Trevisan

Il giocatore seguente ha ricevuto l'ingresso come special exempt nel tabellone principale del singolare:
- Nicolás Pastor

Giocatori che sono passati dalle qualificazioni:
- Peter Gojowczyk
- Michael Lammer
- Boris Pašanski
- Walter Trusendi

## Campioni

### Singolare
Adrian Ungur ha battuto in finale  Peter Gojowczyk, 4-6, 7–6(4), 6-2

### Doppio
Dustin Brown /  Lovro Zovko hanno battuto in finale  Alessio di Mauro /  Alessandro Motti, 7–6(4), 7-5